# Gasthof Sternen (Wettingen)

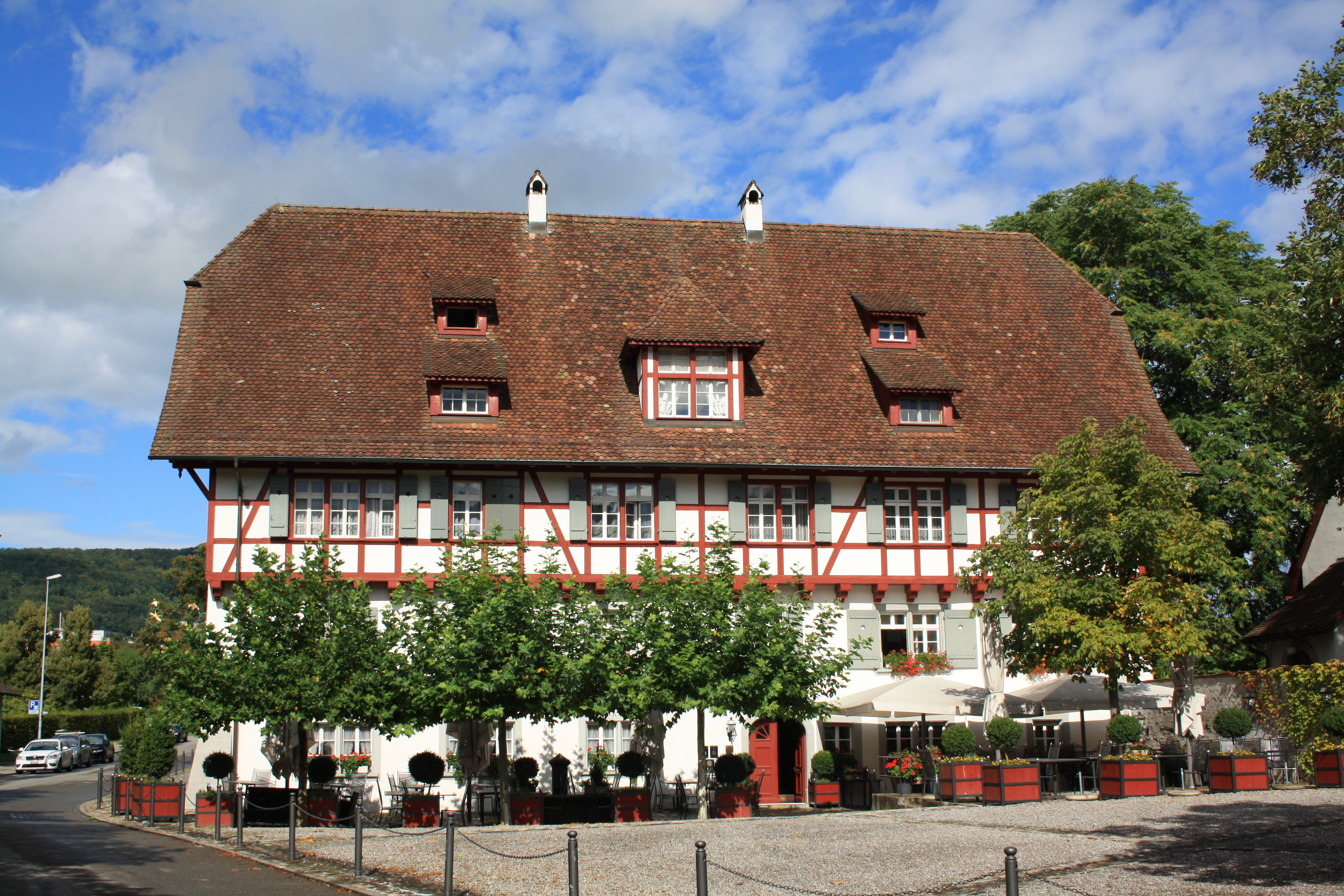
Gasthof Sternen

Der Gasthof Sternen in Wettingen liegt im Klosterareal und bezeichnet sich als ältestes Gasthaus der Schweiz. Das Riegelhaus befindet sich nördlich der Klosterkirche. Es steht unter kantonalem Denkmalschutz.

## Geschichte
Die Ursprünge des Gasthofs gehen auf die Gründung des Klosters im Jahre 1227 zurück. Um insbesondere den Müttern und Schwestern der Mönche die Möglichkeit zu einem Besuch zu geben, wurde ein Gasthaus erbaut, das zunächst «Weiberhaus» genannt wurde. Es lag ausserhalb der Klostermauern, da der Klosterbereich von Frauen nicht betreten werden durfte, war aber mit dem inneren Klostertor verbunden. Mit der Aufhebung des Klosters im Jahre 1841 kam das Gebäude in den Besitz des Kantons, beherbergt aber noch heute einen Gasthof, der in Anlehnung an den Klosternamen «Maris Stella» Sternen heisst.